# Diego Poyet
Diego Poyet González (Saragozza, 8 aprile 1995) è un allenatore di calcio ed ex calciatore spagnolo con cittadinanza britannica naturalizzato uruguaiano, di ruolo centrocampista.

## Biografia
È figlio di Gustavo Poyet, ex calciatore e allenatore.

## Caratteristiche tecniche
Vertice basso di centrocampo con attitudine difensiva, si distingueva per senso della posizione, grinta e per l'abilità nei contrasti.

## Carriera

### Giocatore

#### Club
Proveniente dal vivaio del Charlton, esordisce tra i professionisti il 21 gennaio 2014 nel corso dell'incontro - valido per il terzo turno di FA Cup - vinto 3-0 contro l'Oxford United, subentrando nei minuti finali al posto di Dale Stephens.
Il 26 giugno la società annuncia di non aver trovato l'accordo per il rinnovo del contratto del proprio tesserato, che pertanto rimane svincolato.
L'8 luglio 2014 sottoscrive un contratto quadriennale con il West Ham. Il 23 agosto esordisce in Premier League contro il Crystal Palace. Il 7 novembre viene ceduto in prestito mensile all'Huddersfield Town.
Il 20 agosto 2015 passa in prestito al MK Dons.
Il 4 gennaio 2016 fa ritorno al West Ham per essere poi girato in prestito al Charlton dove collezionerà 24 presenze in campionato.

#### Nazionale
Il 5 settembre 2014 declina - dopo aver rappresentato la nazionale inglese a livello giovanile - la chiamata di Aidy Boothroyd, commissario dell'Under-20, il quale lo aveva convocato in vista della partita da disputare contro la Romania, per avere la possibilità in futuro di vestire la maglia della selezione uruguagia.
Viene poi incluso dal tecnico Fabián Coito nella lista dei convocati per il campionato mondiale Under-20 del 2015, svoltosi in Nuova Zelanda.

### Allenatore
Dal febbraio 2022 al giugno 2024 è stato il vice allenatore della nazionale greca durante la gestione del padre Gustavo.

## Statistiche

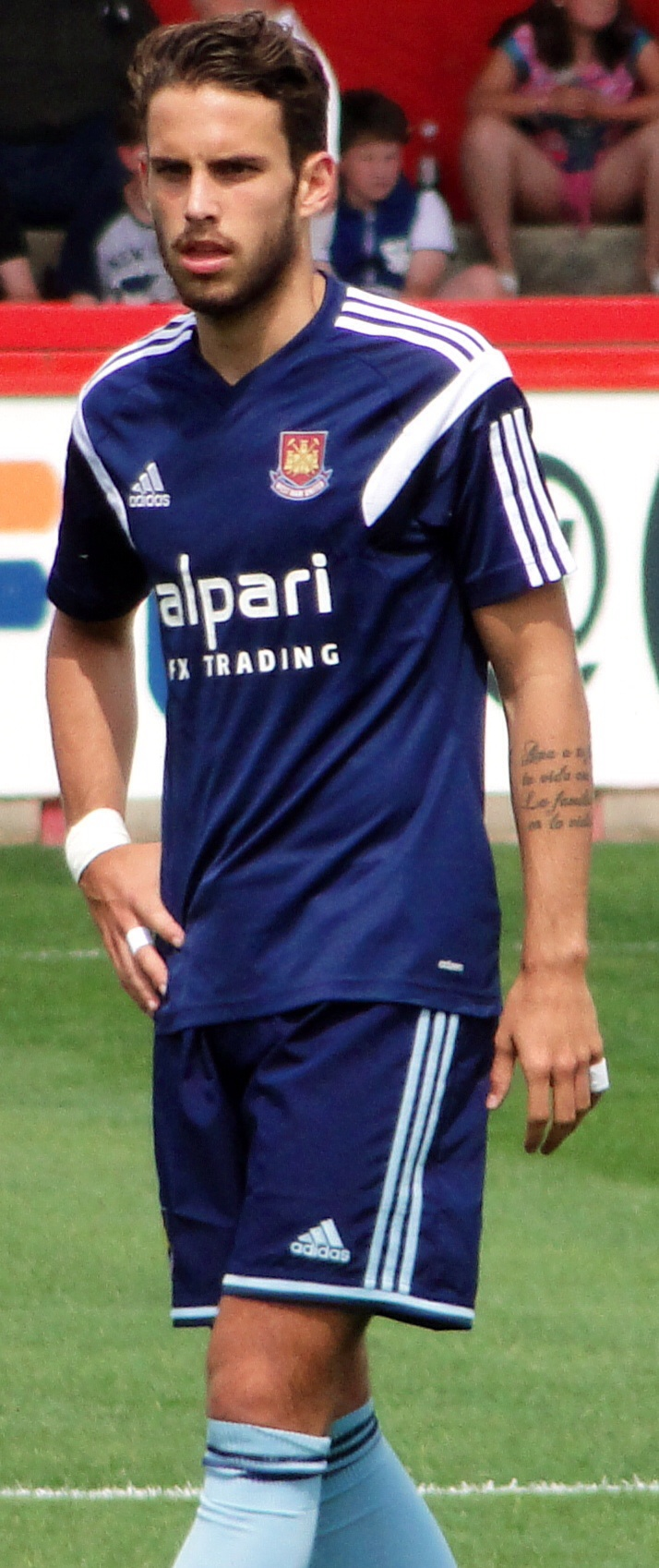

### Presenze e reti nei club
| Stagione            | Squadra           | Campionato      | Campionato | Campionato | Coppe nazionali | Coppe nazionali | Coppe nazionali | Coppe continentali | Coppe continentali | Coppe continentali | Altre coppe | Altre coppe | Altre coppe | Totale | Totale |
| Stagione            | Squadra           | Comp            | Pres       | Reti       | Comp            | Pres            | Reti            | Comp               | Pres               | Reti               | Comp        | Pres        | Reti        | Pres   | Reti   |
| ------------------- | ----------------- | --------------- | ---------- | ---------- | --------------- | --------------- | --------------- | ------------------ | ------------------ | ------------------ | ----------- | ----------- | ----------- | ------ | ------ |
| 2013-2014           | Charlton          | FLC             | 20         | 0          | FACup+CdL       | 3+0             | 0               | -                  | -                  | -                  | -           | -           | -           | 23     | 0      |
| ago.-nov. 2014      | West Ham          | PL              | 2          | 0          | FACup+CdL       | 0+1             | 0               | -                  | -                  | -                  | -           | -           | -           | 3      | 0      |
| nov.-dic. 2014      | Huddersfield Town | FLC             | 2          | 0          | FACup+CdL       | -               | -               | -                  | -                  | -                  | -           | -           | -           | 2      | 0      |
| dic. 2014-2015      | West Ham          | PL              | 1          | 0          | FACup+CdL       | 1+0             | 0               | -                  | -                  | -                  | -           | -           | -           | 2      | 0      |
| ago. 2015           | West Ham          | PL              | 0          | 0          | FACup+CdL       | 0               | 0               | UEL                | 5                  | 0                  | -           | -           | -           | 5      | 0      |
| Totale West Ham     | Totale West Ham   | Totale West Ham | 3          | 0          |                 | 2               | 0               |                    | 5                  | 0                  |             | -           | -           | 10     | 0      |
| ago. 2015-gen. 2016 | MK Dons           | FLC             | 18         | 0          | FACup+CdL       | 0+2             | 0               | -                  | -                  | -                  | -           | -           | -           | 20     | 0      |
| gen.-giu. 2016      | Charlton          | FLC             | 6          | 0          | FACup+CdL       | 1+0             | 0+0             | -                  | -                  | -                  | -           | -           | -           | 7      | 0      |
| Totale Charlton     | Totale Charlton   | Totale Charlton | 26         | 0          |                 | 4               | 0               |                    | -                  | -                  |             | -           | -           | 30     | 0      |
| feb.-giu.2017       | Godoy Cruz        | PD              | 0          | 0          | CA              | 0               | 0               | CL                 | 3                  | 0                  | -           | -           | -           | 3      | 0      |
| 2017-2018           | Pafos             | AK              | 15+8       | 0          | CC              | 4               | 0               | -                  | -                  | -                  | -           | -           | -           | 26     | 0      |
| Totale carriera     | Totale carriera   | Totale carriera | 71         | 0          |                 | 12              | 0               |                    | 8                  | 0                  |             | -           | -           | 91     | 0      |